# Дзюдзе, Михаил Юрьевич
Михаи́л Ю́рьевич Дзю́дзе (род. 27 января 1962, Выборг) — исполнитель на балалайке-контрабас и музыкальный педагог, доцент Санкт-Петербургского института культуры, Заслуженный артист РФ (2004).

## Биография
Родился 27 января 1962 года в Выборге (Ленинградская область) в семье рабочих, мать — Людмила Александровна Дзюдзе работала маляром,  лаборантом в химической лаборатории Выборгского судостроительного завода, отец - Юрий Васильевич Дзюдзе работал крановщиком в Выборгском морском торговом порту, проявлял способности к рисованию, пел, играл на гитаре и мандолине.
В 1973 году поступил в Детскую музыкальную школу № 1 Выборга по классу виолончели (преподаватель С. Я. Макарова), после окончании которой в 1978 году поступил в Музыкальное училище им. М. П. Мусоргского в класс контрабаса преподавателя И. Г. Кертлинг. В 1982 году поступил в Ленинградскую консерваторию в класс контрабаса (преподаватели С. С. Акопов, Б. А. Козлов), которую окончил в 1989 году, вернувшись из армии. С 1982 по 1985 гг. служил в рядах Советской армии в Группе войск в Германии.
В 1986 году участвовал в создании ансамбля «Терем-квартет», 26 ноября 1986 года состоялось первое его выступление на сцене Ленинградского музыкально-педагогического училища.
В 1988 году коллектив выступал на фестивале «Белые ночи» в Гамбурге, где состоялось знакомство с солистом Академического театра оперы и балета им. С. М. Кирова Владимиром Черновым, вылившееся в дальнейшее многолетнее сотрудничество.
В 1991 году в составе ансамбля принимал участие в мировом фестивале этнической музыки, искусств и танца «WOMAD» (в последующие годы ансамбль также неоднократно выступал на этом фестивале). 
В августе 1991 года английская студия Real World записала первый компакт-диск коллектива The Terem, который вышел в 1992 году.
Создал в составе ансамбля (с 1986 по 2015 годы) программы: «Собачий вальс», «Мировой концерт», «Терем-квартет, или Снова неуловимые» (по мотивам советских кинофильмов), «Не квадрат» (совместно с Игорем Бутманом) и др. Впервые в истории отечественной музыкальной культуры Михаил Дзюдзе в составе коллектива народных инструментов создает программу с симфоническим оркестром, которая в дальнейшем исполнялась с Государственным камерным оркестром «Виртуозы Москвы», Симфоническим оркестром Баварского радио (дирижер Марис Янсонс) и другими оркестрами России, Литвы, Финляндии, Норвегии.
В статье "Персоны. Заслуженный артист России Михаил Дзюдзе, балалайка" (сайт Санкт-Петербургской филармонии), посвящённой его творчеству, так говорится об артисте:
Михаил Дзюдзе принадлежит к тому редкому типу артистов, которые уже одним своим видом способны создавать атмосферу, задавать интонацию, «делать музыку». Его абсолютно киногеничная, магнетизирующая внешность – мечта любого музыкального ансамбля, в котором внешние параметры солистов играют далеко не последнюю роль в эпоху доминирования визуального начала... Его артистическое чутье, интуиция, способность вживаться в полярно противоположные музыкальные образы, дают ему уникальную возможность говорить на множестве музыкальных языков, вскрывать разные стилистические коды.
В этот период Михаил Дзюдзе активно выступает на различных международных мероприятиях: на Дне семьи в Ватикане перед 120-тысячной аудиторией, Папой Римским Иоанном Павлом II и Матерью Терезой (1994 г.), в Иерусалиме на праздновании его 3000-летия (1996 г.), на торжествах в честь двухсотлетия Пушкина, Александра Сергеевича в Сент-Джеймском дворце в Лондоне по приглашению принца Чарльза (1999 г.), перед лидерами стран «Большой восьмерки» на саммите G8 в Санкт-Петербурге (2006 г.), открытии второго полуфинала песенного конкурса «Евровидение» в Москве (2009 г.), Олимпиаде в Ванкувере (2010 г.), Московском международном кинофестивале (2011 г.), открытии Театра наций (2011 г.), праздновании Дня независимости Казахстана (2011 г.), Олимпиаде в Лондоне (2012 г.), Олимпиаде в Сочи (2014 г.), «Русской ночи» на Одеонсплац в Германии (2014 г.).
После ухода из коллектива в 2015 году Михаил Дзюдзе начал развивать сольную карьеру. В 2019 году в сотрудничестве с камерным оркестром «Российская камерата» он выпустил сольный диск «Странствующий контрабас», за который был удостоен звания лауреата II степени международной премии за лучшую аудиозапись произведений российской академической музыки «Чистый звук».
Михаил Дзюдзе сотрудничает с симфоническими и народными оркестрами России и зарубежья. Среди них — Новая Россия (оркестр), Россия (русский народный ансамбль), Оркестр народных инструментов имени Н. П. Осипова, Всероссийский молодежный оркестр национальных инструментов, Липецкий государственный оркестр русских народных инструментов, Новосибирский академический симфонический оркестр, Уральский государственный академический филармонический оркестр, Русский народный оркестр Кемеровской филармонии, Государственный камерный оркестр «Виртуозы Москвы», Камерный ансамбль «Солисты Москвы», Ансамбль солистов Большого театра (Москва), Ансамбль солистов академического симфонического оркестра Санкт-Петербургской академической Санкт-Петербургской филармонии, Квартет имени Танеева (Санкт-Петербург), камерный оркестр Крымской филармонии (Симферополь), Камерный оркестр Игоря Лермана (Набережные Челны), Оркестр народных инструментов «Золотая мелодия» (Ижевск), Русский оркестр под управлением Василия Кормишина (Тольятти), Литовский национальный симфонический оркестр (Вильнюс), Тихоокеанский симфонический оркестр (США, штата Калифорния), Филармонический камерный оркестр Берлина, Симфонический оркестр Баварского радио (Мюнхен), Немецкий камерный филармонический оркестр Бремена и др.
Музыкант работал со многими дирижёрами, такими как: Башмет, Юрий Абрамович, Дориан Вилсон, Владимир Луанде, Дмитрий Дмитриенко, Владимир Андропов, Лисс, Дмитрий Ильич, Ринкявичюс, Гинтарас, Янсонс, Марис Арвидович, Евгением Алешниковым, Игорем Лерманом, Андреем Кружковым, Алексеем Моргуновым, Ярославом Забояркиным, Хо Чунг Йе, Андресом Мустоненом, Фабио Мастранжело, Львом Накаряковым, Олегом Федяниным, Василием Кормишиным, Юрием Антроповым и др.
В числе деятелей культуры, с которыми сотрудничает Михаил Дзюдзе, — Игорь Бутман, Борис Березовский, Даниил Крамер, Екатерина Мечетина, Борис Андрианов, Артём Чирков, Лев Клычков, Денис Шаповалов, Айдар Гайнулин, Алексей Лундин, Пелагея, Юрий Шевчук, Сергей Шнуров, Мишель Порталь, Роберт «Бобби» Макферрин-младший и др. 
Член Союза концертных деятелей России и Международного союза музыкальных деятелей
Увлекается живописью.

### Семья
- Отец — Юрий Васильевич Дзюдзе (1937—2009)
- Мать — Людмила Александровна Дзюдзе (1940 г.р.)
- Жена — Инга Георгиевна Кутянская (1963 г.р.)
- Дети — Максим Ильич Кутянский (1986 г.р.), Ксения Михайловна Дзюдзе (1986 г.р.) и Федор Михайлович Дзюдзе (2000 г.р.)

## Награды и звания
- Заслуженный артист Российской Федерации (2004)[8]
- благодарность Председателя Совета Федерации Федерального Собрания Российской Федерации за участие в 21-й сессии Азиатского-Тихоокеанского парламентского форума (2013 г.);
- благодарность Президента Российской Федерации Владимира Владимировича Путина за большой вклад в развитие музыкального искусства и достигнутые творческие успехи (2006 г.);
- благодарность президента Российской Федерации Владимира Владимировича Путина за участие в выступлении перед лидерами стран большой восьмерки G8 на саммите в Санкт-Петербурге (2006 г.);
- премия Правительства Санкт-Петербурга за создание детской программы «ТеремОК!» (2006 г.).
- премия Ленинского комсомола за просветительскую работу с молодежью (1989 г.).

## Дискография
В составе «Терем-квартета» (23 CD-диска):

| - The Terem (1991 г.) - Classical (1994 г.) - 1000-й концерт (1994 г.) - No, Russia cannot be perceived by wit (1999 г.) - Умом Россию не понять (1999 г.) - Собачий вальс (1999 г.) - Юбилениум (2001 г.) - Антология. Том I (2002 г.) - Антология. Том II (2002 г.) - Антология. Том III (2002 г.) | - Русские страдания (2002 г.) - «Терем-квартет» и его друзья (2004 г.) - Владимир Чернов и «Терем-квартет»: «Неаполитанские песни» (2004 г.) - 2000-й концерт (2004 г.) - ТЕРЕМок! (2006 г.) - La Folle Journée Schubert (2008 г.) - Diddu og Terem (2008 г.) - ТEREMok! на немецком (2008 г.) - ТEREMok! на французском (2010 г.) - ТеремОК! Ай-чу-чу! (2010 г.) | - Русский Шуберт (2011 г.) - MyBach (2011 г.) - Дороги (2013 г.) Также два DVD-диска: - «Терем-квартет, или Снова неуловимые» (2009 г.) - «Исповедь хулиганов» (2009 г.) «Странствующий контрабас», 2019 год |

## СМИ
- 25.05.2017 Телеканал «Культура» (Государственная телерадиокомпания «Россия — Санкт-Петербург» выходит на телеканал «Культура», как в региональных окнах на город и область («Новости культуры — Санкт-Петербург»), так и производя программы на федеральный эфир) Информационный сюжет о фестивале http://www.rtr.spb.ru/vesti_spb/news_detail_v.asp?id=21131

1. 24.05.2017 Первый канал — Санкт-Петербург Пятиминутный спецрепортаж: «Рок, фолк и этно — звук, которого ещё не было на сцене Большого зала филармонии» http://www.1tvspb.ru/event/Rok_folk_i_etno_zvuchat_v_odnom_proekte/ Архивная копия от 23 февраля 2020 на Wayback Machine
2. 23.05.2017 Телеканал «Санкт-Петербург» Программа «Хорошее утро» В студии «Хорошего утра» Михаил Дзюдзе, Вероника Прадед, Максим Рубцов https://topspb.tv/programs/releases/86028/ (с 47-й минуты программы)
3. 23.05.2017 Телеканал «Санкт-Петербург» Программа «Культурная эволюция» Анонс https://topspb.tv/programs/stories/463765/ Архивная копия от 23 февраля 2020 на Wayback Machine
4. 24.05.2017 Телеканал «Санкт-Петербург» Программа «Культурная эволюция» Сюжет по итогам https://topspb.tv/news/2017/05/24/balalajki-irlandskaya-flejta-yakutskij-vargan-koncert-v-stile-etno-proshel-v-filarmonii/ Архивная копия от 23 февраля 2020 на Wayback Machine
5. 25.05.2017 ГТРК «Санкт-Петербург» (Телеканал «Россия») Программа «Вести — Санкт-Петербург»: «Царь-балалайка и казахский кобыз — в Филармонии прошёл фьюжн-марафон в стиле этно» http://www.rtr.spb.ru/vesti_spb/news_detail_v.asp?id=21124
6. 123.05.2017 Телеканал «НТВ» Новости, выходы в 16.20 и 19.20: «В петербургской филармонии готовятся к музыкальному фьюжн-марафону в стиле этно» https://www.ntv.ru/novosti/1810251/ Архивная копия от 23 февраля 2020 на Wayback Machine
7. 25.05.2017 Телеканал ТКТ-ТВ Информационный сюжет о фестивале (на шестой минуте 6`35``) https://www.youtube.com/watch?v=6kCcBAUX9t8&feature=youtu.be&t=395

1. 22.05.2017, 23.00 Радио России Программа «Музыкальная гостиная (недоступная ссылка)» (40 мин + музыкальные иллюстрации) ведущая — Наталия Свойская гость программы — Михаил Дзюдзе
2. 18.05.2017, 24.05.2017 (два выхода) Радио России Интервью с Михаилом Дзюдзе в прямом эфире программы «Невское утро (недоступная ссылка)» ведущая — Наталия Савощик
3. 16.05.2017 Радио Петербург Программа «Петербургская панорама», прямой эфир (30 минут + музыкальные иллюстрации) Ведущий — Виктор Субботин Гость в студии — Михаил Дзюдзе аудиофайл в приложении
4. Радио Петербург Сюжет с музыкальной иллюстрацией в программе «Петербургская панорама» автор сюжета — Н. Московченко аудиофайл в приложении ПЕЧАТНЫЕ И ИНТЕРНЕТ-ИЗДАНИЯ
5. май 2017 Журнал INFOSKOP «Инфоскоп» (глянец, Формат А3; 32 полосы, тираж 30 000 экз.) Анонс + фото + афиша ½ полосы «Этно: на перекрестке музыкальных культур» стр.12http://www.severo-zapad.com/cms/0001/0005/0003/0004/Inf_may.pdf
6. 18.05.2017 «Аргументы и факты», газета и интернет-портал Творческая встреча в пресс-центре газеты «Аргументы и факты», прямой эфир Гости редакции — Михаил Дзюдзе и Инга Кутянская «Михаил Дзюдзе в гостях у SPB.AIF.RU» ведущая прямого эфира — Елена Петрова https://spb.aif.ru/conference
7. 08.06.2017 «Санкт-Петербургские ведомости», газета Интервью с Михаилом Дзюдзе «Как балалайка стала контрабасом», раздел «Культура», стр.5 Интервью подготовила Полина Виноградова
8. 08.06.2017 Санкт-Петербургские ведомости, сайт газеты Интервью с Михаилом Дзюдзе «Как балалайка стала контрабасом» Интервью подготовила Полина Виноградова https://spbvedomosti.ru/news/culture/kak_nbsp_balalayka_stala_kontrabasom/?sphrase_id=271818
9. 21. 24.05.2017 «Музыкальные сезоны», федеральный музыкальный портал Интервью с Михаилом Дзюдзе «Новое измерение контрабас-балалайки» интервью подготовил Сергей Князев http://musicseasons.org/novoe-izmerenie-kontrabas-balalajki/
10. 22.05.2017 «Мой район» MR7, газета и интернет-портал Интервью с Михаилом Дзюдзе «Михаил Дзюдзе: Я даже во сне будто держу в руках инструмент» Интервью подготовили Ксения Русинова и Ольга Комок https://mr-7.ru/articles/159455/
11. 17.05.2017 «Мой район» MR7, Газета и интернет-портал Моя афиша: куда пойти в Петербурге с 19 по 26 мая Анонс: «Роковая балалайка» https://mr-7.ru/articles/159160/
12. 19.05.2017 ClassicalMusicNews.Ru, музыкальный интернет-портал Интервью с Михаилом Дзюдзе Михаил Дзюдзе: «Рок, джаз, классика и народная музыка друг другу не противоречат» интервью подготовила Ирина Тарасова https://www.classicalmusicnews.ru/interview/mikhail-dzudze-2017/
13. 10.05.2017 «Стрела», Газета для пассажиров, интернет-портал Анонс: «Перекресток культур»http://gazetastrela.ru/2017/05/10/perekrestok-kultur/
14. 23.05.2017 «Северная звезда», информагентство «Национальная коллекция». Фьюжн-марафон в стиле этно http://nstar-spb.ru/news/culture/natsionalnaya_kollektsiya_fyuzhn_marafon_v_stile_etno/
15. 17.05.2017 Журнал Русский меценат /интернет-версия/ «Национальная коллекция» представит этно-марафон http://rusmecenat.ru/nacionalnaya-kollekciya-predstavit-etno-marafon/ Архивная копия от 23 февраля 2020 на Wayback Machine
16. 17.05.2017 ИМХО.газета-СПб, интернет-портал Фестиваль «Национальная коллекция» http://imho.gazeta.spb.ru/15981-0/
17. 25.05.2017 BezFormata.Ru, интернет-портал Царь-балалайка и казахский кобыз — в Филармонии прошёл фьюжн-марафон в стиле этно https://sanktpeterburg.bezformata.com/listnews/filarmonii-proshyol-fyuzhn-marafon/57661722/ Архивная копия от 23 февраля 2020 на Wayback Machine
18. Светская жизнь на Неве, интернет-портал Национальная коллекция. Фьюжн-марафон в стиле этно http://svetznn.com/24-05-nacionalnaya-kollekciya-fyuzhn-marafon-v-stile-etno/ Архивная копия от 23 февраля 2020 на Wayback Machine
19. 78.Fair.ru, интернет-портал Фьюжн-марафон в стиле этно http://78.fair.ru/fuzhnmarafon-stile-etno-17051812382912.htm
20. Телегид.ру, интернет-портал В петербургской филармонии готовятся к музыкальному фьюжн-марафону в стиле этно http://www.teleguide.ru/peterburgskoi-filarmonii-gotovyatsya-muzykalnomu-fuzhnmarafonu-17052318380070.htm Архивная копия от 23 февраля 2020 на Wayback Machine
21. Официальный сайт Санкт-Петербургского театра Мюзик-Холл Сюжет телеканала «Россия» о гала-концерте «Национальная коллекция» http://www.musichallspb.ru/news/25-05-2017-syuzhet-telekanala-rossiya-o-gala-koncerte-nacionalnaya-kollekciya Архивная копия от 23 февраля 2020 на Wayback Machine
22. Nordfo.ru, интернет-портал Интервью М. Дзюдзе, перепечатка интервью газеты «Мой район» «Михаил Дзюдзе: Я даже во сне будто держу в руках инструмент» Интервью подготовили Ксения Русинова и Ольга Комок http://nordfo.ru/mihail-dzyudze-ya-daje-vo-sne-budto-derju-v-rukah-instrument
23. Весть, интернет-портал Анонс https://imk-solo.ucoz.ru/news/sobytija_kultury/2017-05-20-563 Архивная копия от 23 февраля 2020 на Wayback Machine
24. «А-а-ах! Санкт-Петербург» Лучшие места и афиша событий. Интернет-портал Фестиваль «Национальная коллекция» представляет фьюжн-марафон в стиле этно https://a-a-ah.ru/event-natsionalnaya-kollektsiya-in-spb Архивная копия от 23 февраля 2020 на Wayback Machine
25. https://www.gov.spb.ru/gov/otrasl/c_culture/news/113019/ Архивная копия от 23 февраля 2020 на Wayback Machine
26. Газета «Санкт-Петербургские ведомости» № 103 от 08 июня 2018 г. стр. 7
27. Анонс фестиваля «Царица-Песня» с участием Михаила Дзюдзе https://www.muzklondike.ru/news/2707 Архивная копия от 23 февраля 2020 на Wayback Machine
28. Официальный сайт Администрации Санкт-Петербурга о фестивале «Национальная коллекция» https://www.gov.spb.ru/gov/otrasl/c_culture/announces/30874/ Архивная копия от 23 февраля 2020 на Wayback Machine
29. Официальный сайт Администрации Санкт-Петербурга о гала-концерте фестиваля-конкурса «Музыка ручной работы» https://www.gov.spb.ru/gov/otrasl/c_culture/announces/30893/ Архивная копия от 23 февраля 2020 на Wayback Machine
30. Комитет по культуре Санкт-Петербурга, официальный сайт Новости II Международный конкурс-фестиваль «Национальная коллекция» https://www.gov.spb.ru/gov/otrasl/c_culture/news/176904/ Архивная копия от 23 февраля 2020 на Wayback Machine